# Las Vegas Poker & Blackjack
Las Vegas Poker & Blackjack is een videospel voor de  Intellivision spelcomputer. Het spel werd uitgebracht in 1979.
Het spel is onder de titel Intellivision Lives! in 1999 voor de PC en in 2003 voor de PlayStation 2 opnieuw uitgebracht tezamen met een aantal andere titels van Intellivision. Deze compilatie is later voor vrijwel alle spelconsoles uitgebracht.